# Rainer Werner Fassbinder

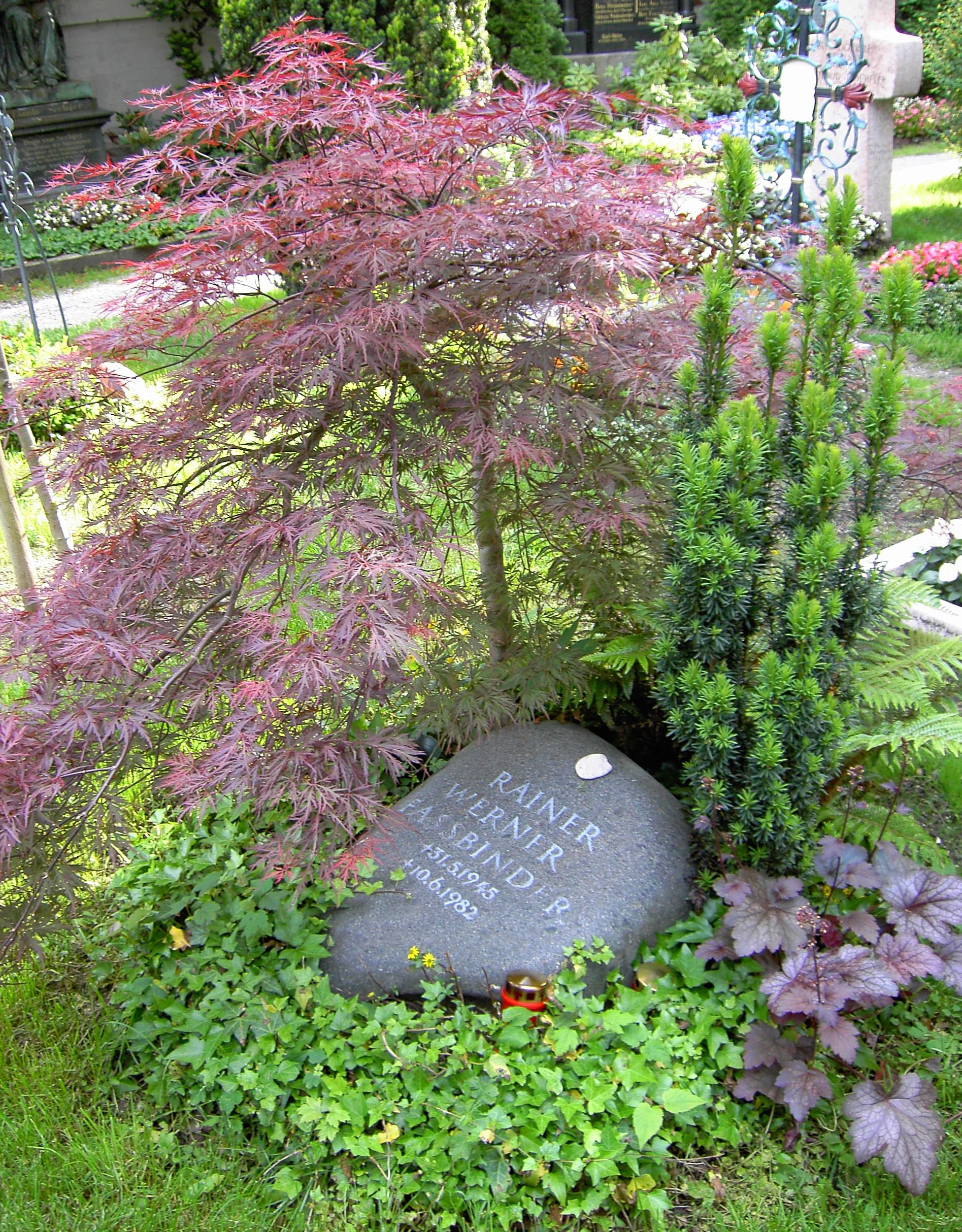
Nagrobek Fassbindera na cmentarzu Bogenhausen w Monachium

Rainer Werner Fassbinder

Rainer Werner Fassbinder (ur. 31 maja 1945 w Bad Wörishofen, zm. 10 czerwca 1982 w Monachium) – niemiecki reżyser, scenarzysta, producent, aktor filmowy, teatralny i telewizyjny, pisarz i kierownik literacki.

## Życiorys
Urodził się w Bad Wörishofen w Bawarii. Ojciec był lekarzem, a matka – tłumaczką. W latach 1963–1966 studiował aktorstwo we Fridl Leonhard Studio w Monachium.
Od 21 roku życia, zrealizował 43 filmy (w tym dwa krótkometrażowe), średnio tworzył jeden film na 100 dni przez 15 lat.
Był biseksualistą, co również miało wpływ na jego twórczość. W latach 1970–1972 był mężem Ingrid Caven, ale też utrzymywał kontakty seksualne z aktorami takimi jak El Hedi ben Salem, Armin Meier i Udo Kier. Motywy LGBT pojawiają się w wielu jego filmach. W późnych latach 70. Fassbinder zaangażował Kiera do kilku swoich projektów. To był okres, w którym Kier przyłączył się do komuny teatralnej Fassbindera, prowadził kuchnię w jej monachijskiej siedzibie.
Fassbinder został pochowany na Cmentarzu Bogenhausen w Monachium.

## Wybrana filmografia
- 1969 Dzieciorób (Katzelmacher)
- 1969 Miłość jest zimniejsza niż śmierć (Liebe ist kälter als der Tod)
- 1970 Bogowie zarazy (Götter der Pest)
- 1970 Amerykański żołnierz (Der amerikanische Soldat)
- 1970 Das Kaffeehaus (TV)
- 1970 Die Niklashauser Fart (TV)
- 1971 Pionierzy z Ingolstadt (Pioniere in Ingolstadt) (TV)
- 1971 Rio das Mortes (TV)
- 1971 Ostrzeżenie przed świętą dziwką (Warnung vor einer heiligen Nutte)
- 1971 Whity
- 1972 Osiem godzin nie czyni dnia (Acht Stunden sind kein Tag)
- 1972 Gorzkie łzy Petry von Kant (Die bitteren Tränen der Petra von Kant)
- 1972 Bremer Freiheit (TV)
- 1972 Handlarz czterech pór roku (Der Händler der vier Jahreszeiten)
- 1973 Wildwechsel (TV)
- 1973 Świat na drucie (TV, Welt am Draht)
- 1974 Marta (Martha)
- 1974 Strach zżerać duszę (Angst essen Seele auf)
- 1974 Opowieść o Effi Briest (Effi Briest)
- 1975 Prawo silniejszego (Faustrecht der Freiheit)
- 1976 Chińska ruletka (Chinesisches Roulette)
- 1977 Kobiety w Nowym Jorku (Frauen in New York)
- 1978 Jesień w Niemczech (Deutschland im Herbst) (współreżyser)
- 1979 Trzecia generacja (Die Dritte Generation)
- 1979 Małżeństwo Marii Braun (Die Ehe der Maria Braun)
- 1980 Berlin Alexanderplatz
- 1981 Lili Marleen
- 1981 Lola
- 1982 Tęsknota Veroniki Voss (Die Sehnsucht der Veronika Voss)
- 1982 Querelle